# Willem de Maarschalk

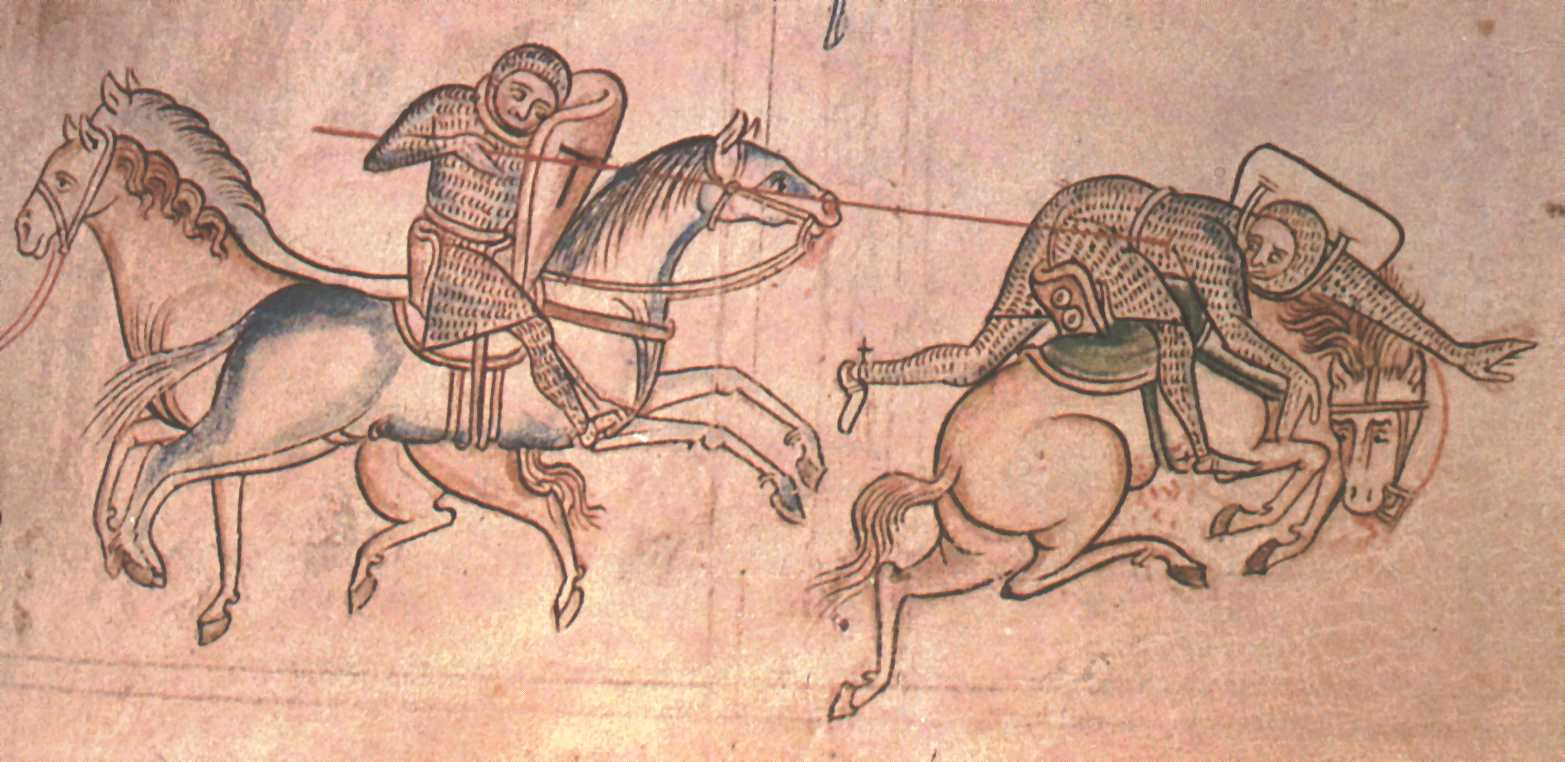
Willem de Maarschalk stoot Boudewijn II van Guînes van zijn paard

William Marshal (?, 1146 - Caversham, 1219), 1e graaf van Pembroke, bijgenaamd William the Marshal (Frans: Guillaume le Maréchal, Nederlands: Willem de Maarschalk), was een Engelse aristocraat en staatsman. Tussen 1189 en 1219 was Willem graaf van Pembroke en Striguil (beide in Wales), graaf van Leinster in Ierland (na 1199) en heer van Longueville in Normandië.

## Jeugdjaren
John Marshal, de vader van William, steunde koning Stefanus van Engeland bij zijn troonsbestijging in 1135, maar in 1139 koos hij de zijde van Mathilde van Engeland tijdens de toen gevoerde successieoorlog. Tijdens die oorlog werd William als gijzelaar vastgehouden door Stefanus, die dreigde hem te vermoorden als vader John, verschanst in Newbury Castle, zich niet overgaf. Deze liet zich niet chanteren. William bleef gevangen gehouden tot aan de Vrede van Winchester in 1153.
Toen hij twaalf was, werd hij naar Normandië gestuurd om er te worden opgeleid bij Willem van Tancarville, een neef van zijn moeder en machtig krijgsheer. Hij kreeg er de opleiding die van hem een volleerd ridder moest maken. Hij werd tot ridder geslagen na zich manhaftig te hebben gedragen tijdens een strijd die in 1166 in Opper-Normandië werd gevoerd.
In 1167 nam hij deel aan zijn eerste toernooi en daar vond hij zijn ware roeping. Hij verliet Willam de Tancarville en sloot zich aan bij zijn oom, Patrick, graaf van Salisbury. Het jaar daarop werd zijn oom in een hinderlaag gelokt door Guy van Lusignan en gedood. William werd gewond en gevangengenomen, maar overleefde het. Hij kwam vrij toen Eleonora van Aquitanië voor hem het losgeld betaalde.
Hij maakte vervolgens van het deelnemen aan toernooien zijn beroep. In deze bezigheid werd hij een legendarisch figuur.

## Politieke activiteiten
Hij diende vijf koningen: Hendrik II, Hendrik de Jonge, Richard Leeuwenhart, Jan zonder Land en Hendrik III. Was de erfelijke titel van "Lord Marshal" eerder een functie die het hoofd van de koninklijke lijfwacht aanduidde, bij Willems dood wist iedere ridder in West-Europa dat met "Willem de Maarschalk" maar één man kon worden bedoeld.
William was de jongere zoon van een kleine baron. Hij verwierf het graafschap Pembroke en landerijen in Wales en Ierland door zijn huwelijk met Isabel de Clare. Hij bezocht het Heilige Land tijdens de Derde Kruistocht. Terug in Europa vocht hij tussen 1194 en 1199 in Normandië in dienst van Richard Leeuwenhart. Hij onderhandelde in 1215 namens koning Jan met de opstandige baronnen over de tekst van de Magna Carta.

## Nagedachtenis
We kennen Willem de Maarschalk en zijn leven vooral uit een bewaard gebleven kopie van een "vie" of "estoire". In dit biografische gedicht van 19914 verzen op honderdzevenentwintig grotendeels onbeschadigde bladzijden perkament. De opdrachtgever was, zo stelt Duby, Willems oudste zoon. De dichter, een minstreel waarvan we alleen de voornaam "Jan" kennen, heeft intensief gebruik gemaakt van de herinneringen van Jan van Early, een schildknaap van Willem de Maarschalk.
Daarom zijn de verhalen over de jaren vóór 1188, toen Jan van Early schildknaap werd, veel minder precies dan de latere verhalen over de maarschalk.
Het boek van Jan de Minstreel gaat uitgebreid in op Willems voorbeeldige sterfbed. De Ars morendi, de kunst van het sterven, was in de middeleeuwen zeer in aanzien en Willem de Maarschalk stierf na aan alle gebruiken en verplichtingen van de stervende christelijke ridder te hebben voldaan. Hij had alles weggegeven, zijn echtgenote weggestuurd en de religieuze riten rond het sterfbed waaronder een bijzondere Pauselijke absolutie, ondergaan. Op het laatst werd Willem de Maarschalk in het witte gewaad met het rode kruis van een Tempelier gehuld. Zo vervulde hij alsnog een lang geleden gemaakte belofte om tot deze geestelijke orde van ridders-monniken toe te treden. Op zijn sterfbed riep hij de herinnering op aan de circa vijfhonderd tegenstanders die hij overwonnen had tijdens toernooien en van wie hij losgeld had verkregen. De legende maakte dat men hem in de herinnering hield als "de grootste ridder die ooit geleefd heeft".
Het grafmonument van Willem, met daarop een gisant in de Temple Church in Londen is, zij het zwaar beschadigd door de bombardementen in de Tweede Wereldoorlog, bewaard gebleven.